# Instrument muzical electronic
Un instrument muzical electronic (sau electric) are la bază rezonanța unui circuit electric.

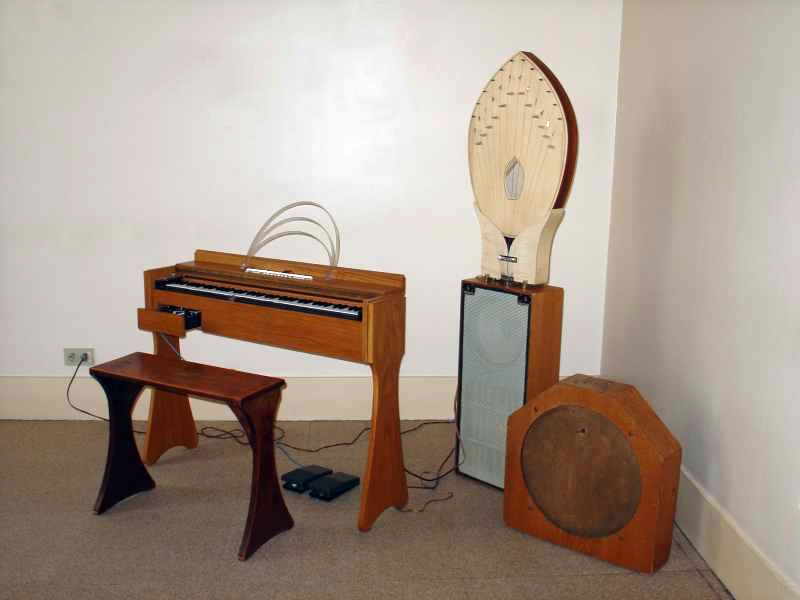
Ondes Martenot

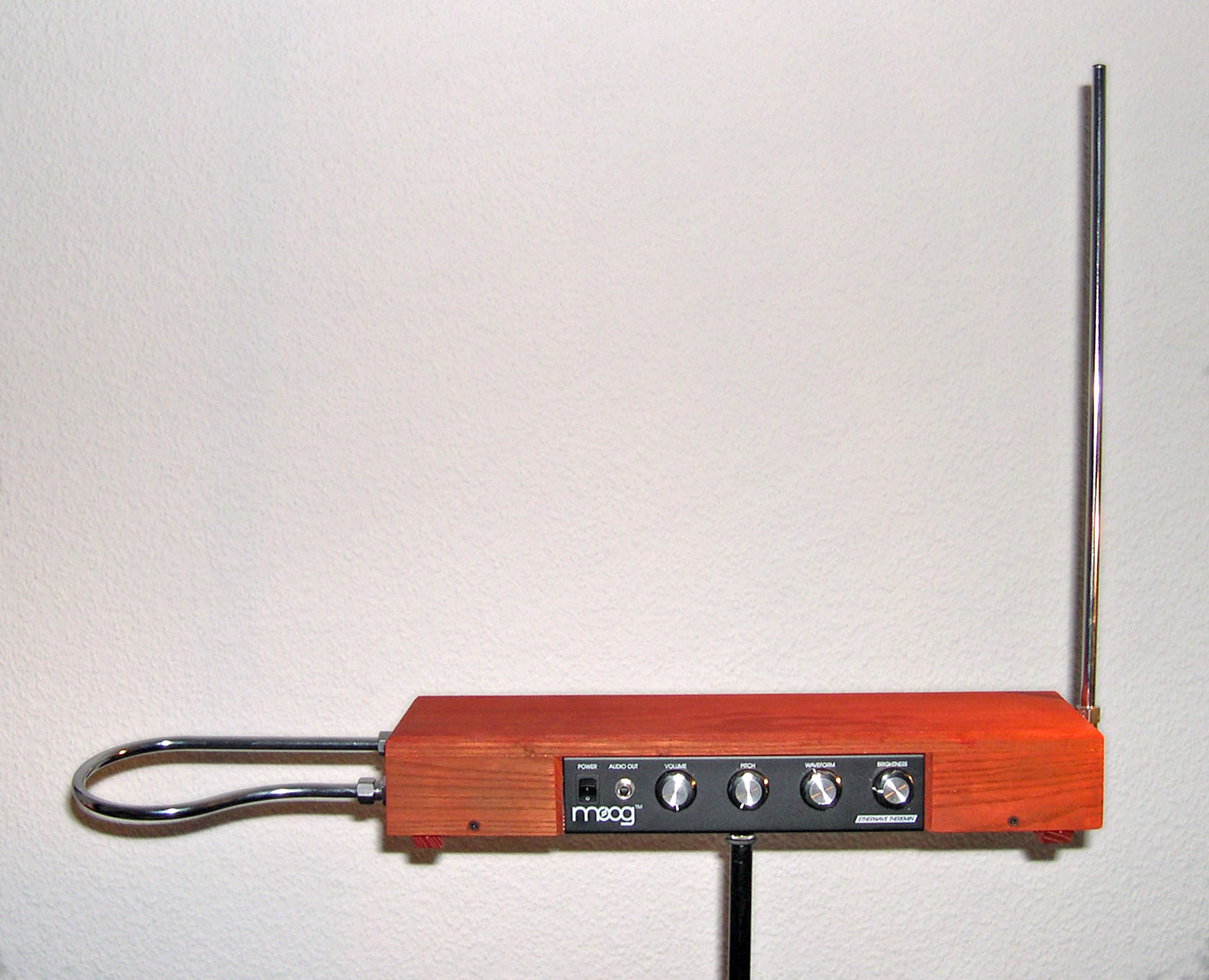
Teremin modern

## Chitara electrică
În anii 1920-1930 au fost inventate un mare număr de instrumente muzicale electronice experimentale. Deoarece sunetele produse sunt complet noi și, mai ales, deoarece folosesc o tehnică de interpretare specială majoritatea nu au avut succes în mediile muzicale. Un instrument din aceasta perioadă, care a trecut de stadiul de curiozitate tehnică este chitara electrică.
În chitara electrică oscilația unei coarde de metal în apropierea unei bobine induce un curent electric alternativ într-un circuit adiacent, curent care este amplificat și care actionează ulterior un amplificator de sunet. 

## Sintetizator
Reproducerea (sau “sintetizarea”) timbrului unui instrument clasic (de exemplu, oboi) a fost posibilă numai în anii ‘60, după descoperirea importanței sunetelor tranziente în timbrul unui instrument în anii ‘50. Primul album care a prezentat convingător posibilitațile acestui nou (la acea vreme) instrument a fost “Switched-on Bach” (1968).
Într-un sintetizator nu există o vibrație mecanică, sunetul find produs prin mijloace exclusiv electronice. Un protocol standard de codificare electronică a informației muzicale numit MIDI (Musical Instrument Digital Interface) introdus in 1983 a facilitat considerabil integrarea sintetizatorului în muzica contemporană.        

## Exemple
Pentru exemple de instrumente electronice, vedeți Instrument muzical.